# 秦皇岛港大小码头
秦皇岛港大小码头，位于河北省秦皇岛市海港区，属于全国重点文物保护单位“秦皇岛港口近代建筑群”。

## 简介
1898年3月2日，总理衙门补奏，秦皇岛自开口岸获得批准，1898年4月3日照会各国使节和张贴告示，宣布秦皇岛自行开埠。4月25日，奏准秦皇岛为通商口岸。自此，开平矿务局取得建港、买地、代理地亩权和优先使用权。1898年，开平矿务局在秦皇岛东盐务村设经理处，办理开埠事宜，代理地亩，借款扩大秦皇岛港口，并用已建的木质固定栈桥码头开始煤炭运输等业务。
1899年4月，开始兴建防波堤和木质栈桥码头。施工中利用装载量2250吨的“西平”号轮船及已有的固定木质栈桥码头运输卸载建筑材料。到1900年上半年，已筑防波堤300米，防波堤内侧建木质栈桥码头，码头宽七八米、总长200米，前沿水深18英尺，低潮时14英尺，可泊两艘较大轮船。在初建的防波堤上铺设长约3英里半的轻轨铁路，经港区至津榆铁路与汤河火车站连接。堤上设堆煤场、栈房、灯塔。1900年下半年，八国联军侵入，当地义和团阻止八国联军在秦皇岛沿海登陆，拆除了部分铁路专用线，并将木质栈桥码头烧毁。
1900年6月后，英国骗占开平矿务局，组成“开平矿务有限公司”。该公司依仗英国势力排除了其他列强国家，独占秦皇岛码头经理权，自同年10月起续建扩建大、小码头工程。1903年10月，完成防波堤1158英尺。1914年，基本形成了大、小码头1号至7号泊位。1925年，码头工程全部完工，成为中国北方深水不冻港。
秦皇岛港口码头对开滦煤矿的经营发挥了重要作用。据不完全统计，自秦皇岛码头转运的开滦煤炭，自1909/1910年度到1928/1929年度共3019万吨，年均150.9万吨。煤炭经秦皇岛码头转运，分销至中国沿海各埠，并销往日本、东南亚。
1948年11月，中国人民解放军攻占秦皇岛，秦皇岛港被接收。1952年，人民政府代管开滦之后，开滦经理处移交中央人民政府交通部。此后在中国共产党和人民政府领导下，秦皇岛港为经济建设发挥了巨大作用。
2013年6月4日，秦皇岛港西港东迁工程启动。当天，西港区最后一艘运煤船“帆顺999”号货轮驶离9号码头，标志着秦皇岛港老煤炭码头完成使命。
2008年，“大、小码头”作为“秦皇岛港口近代建筑群”组成部分被公布为河北省文物保护单位。2013年，作为“秦皇岛港口近代建筑群”组成部分被公布为第七批全国重点文物保护单位。大、小码头位于秦皇岛港务局南山，2010年代正由秦皇岛港务局使用。